# Lagoa de Parnaguá
Lagoa de Parnaguá är en sjö i Brasilien.   Den ligger i delstaten Piauí, i den östra delen av landet, 700 km nordost om huvudstaden Brasília. Lagoa de Parnaguá ligger 327 meter över havet. Arean är 20,1 kvadratkilometer. Den sträcker sig 7,7 kilometer i nord-sydlig riktning, och 5,3 kilometer i öst-västlig riktning.
Omgivningarna runt Lagoa de Parnaguá är huvudsakligen savann. Runt Lagoa de Parnaguá är det mycket glesbefolkat, med 2 invånare per kvadratkilometer.